# Robert Sternberg
Pour les articles homonymes, voir Sternberg.
Robert Sternberg, né le 8 décembre 1949 dans le New Jersey, est un psychologue et professeur de psychologie cognitive américain. Ses recherches portent sur les différentes formes d'intelligence humaine et sur la psychométrie.

## Biographie
Il est professeur de psychologie et d'éducation à l'Université du Wyoming, puis est nommé professeur à l'université Cornell en 2014.

## Contributions scientifiques

### Théorie triarchique de l'intelligence
Sternberg distingue trois grandes catégories d'intelligences,, :
- L'intelligence analytique. La capacité à accomplir des tâches scolaires de résolution de problème, telles que celles utilisées dans les tests traditionnels d'intelligence. Ces types de tâches présentent des problèmes bien définis qui ont une seule réponse correcte[5].
- L'intelligence créative ou 'synthétique. la capacité à faire face avec succès à des situations nouvelles et inhabituelles en tirant parti de ses connaissances et compétences existantes. Les individus possédant une grande intelligence créative peuvent donner de « fausses » réponses parce qu'ils voient les choses d'une façon différente[6].
- L'intelligence pratique. La capacité à s'adapter à la vie de tous les jours en tirant parti de ses connaissances et compétences existantes. L'intelligence pratique permet à un individu de comprendre ce qu'il est nécessaire de faire dans une situation donnée et, alors, de le faire[7].

Creative or synthetic intelligence helps individuals to transfer information from one problem to another. Sternberg calls the application of ideas from one problem to a new type of problem « relative novelty ». In contrast to the skills of relative novelty there is relative familiarity which enables an individual to become so familiar with a process that it becomes automatized. This can free up brain resources for coping with new ideas.

### Stratégies méta-cognitives
Sternberg explique d'abord que l´intelligence est organisée par un niveau unique de "composantes". Quelques années plus tard, il décrira la notion de "métacomposantes" à laquelle il accordera une grande importance dans le processus de contrôle et de fonctionnement de ces premières. Il distinguera alors deux niveaux :
- Le premier qui formé  par les métacomposants ou processus exécutifs d'organisation et de prise de décision, qui analysent, sélectionnent les ressources et contrôlent l´action en cours ou à venir en "gérant" les  feedbacks.
- Le deuxième qui comprend les composants de performance (processus nécessaires à l´exécution de la tâche) et les composants d´acquisition du savoir qui permettent d´enregistrer de nouvelles informations en sélectionnant les informations pertinentes, et en les associant à des informations déjà en mémoire.

En 1985, Sternberg conduira avec Davidson une étude qui décrit les métastratégies (précédemment appelées  métacomposants) comme des stratégies de contrôle qui orientent et commandent l´activité cognitive ; dans des circonstances familières ou lorsqu'il dispose d'une expérience importante, comme par exemple la conduite automobile, l'individu utilise alors de manière automatique, voir contrôlée, certains processus de traitement de l'information. Ces travaux apporteront une contribution importante à ceux du psychologue israélien Reuven Feuerstein sur l'Actualisation du potentiel intellectuel. 

## Citations
Sur la créativité. Sternberg écrit « Creativity is the ability to produce work that is :
- novel (i.e. original, unexpected),
- high in quality,
- and appropriate (i.e. useful, meets task constraints) ». (Sternberg, Kaufman, & Pretz, 2002, p. 1).

## Ouvrages (Sélection)
- Successful Intelligence : How Practical and Creative Intelligence Determine Success in Life, Plume, 1997,  (ISBN 0-452-27906-2).
- « The Concept of Creativity: Prospects and Paradigms », avec T.I. Lubart, in R.J. Sternberg (éd.), Handbook of Creativity, Cambridge University Press, 1999.
- The Creativity Conundrum: A Propulsion Model of Kinds of Creative Contributions, 2001.
- Why Smart People Can Be So Stupid, 2003
- The Psychology of Problem Solving, avec Janet E. Davidson, 2003.
- The International Handbook of Creativity avec James C. Kaufman, 2006.